# Brestovčina
Brestovčina je naseljeno mjesto u sastavu općine Bosanska Gradiška, Republika Srpska, BiH.

## Stanovništvo
| Brestovčina        |              |
| Godina popisa      | 1991.        |
| Srbi               | 275 (76,39%) |
| Hrvati             | 45 (12,50%)  |
| Muslimani          | 4 (1,11%)    |
| Jugoslaveni        | 30 (8,33%)   |
| ostali i nepoznato | 6 (1,67%)    |
| ukupno             | 360          |